# ESPN Wide World of Sports Complex
L'ESPN Wide World of Sports Complex è un complesso sportivo multifunzionale situato a Bay Lake, in Florida, all'interno del Walt Disney World Resort. Della grandezza di 89 ettari, ospita ogni anno numerose competizioni professionistiche e amatoriali. Nel 2020 ha ospitato l'MLS is Back Tournament della Major League Soccer, così come la prosecuzione della stagione e i playoff 2019-2020 della NBA dopo le interruzioni causate dalla pandemia di COVID-19. Nel 2021 ospiterà la stagione di NBA G League.